# Landesregierung Josef Krainer senior V
Die Landesregierung Josef Krainer sen. V wurde nach der Steiermärkischen Landtagswahl 1961 vom Steiermärkischen Landtag ernannt. Sie bestand vom 11. April 1961 bis zum 7. April 1965. Gemäß Proporzsystem wurden neben den fünf ÖVP-Mandaten vier SPÖ-Mandate vergeben.
Hanns Koren (ÖVP) übernahm im Laufe der Gesetzgebungsperiode für 2. Landeshauptmann-Stellvertreter Tobias Udier (ÖVP) und ab Jahresbeginn 1964 wurde Alfred Schachner-Blazizek (SPÖ) neuer 1. Landeshauptmann-Stellvertreter.

## Regierungsmitglieder
| Amt                                                     | Name                      | Partei | Ressorts |
| ------------------------------------------------------- | ------------------------- | ------ | -------- |
| Landeshauptmann                                         | Josef Krainer senior      | ÖVP    |          |
| Landeshauptmann-Stellvertreter                          | Alfred Schachner-Blazizek | SPÖ    |          |
| Landeshauptmann-Stellvertreter                          | Hanns Koren               | ÖVP    |          |
| Landesrat                                               | Friedrich Niederl         | ÖVP    |          |
| Landesrat                                               | Anton Peltzmann           | ÖVP    |          |
| Landesrat                                               | Adalbert Sebastian        | SPÖ    |          |
| Landesrat                                               | Hannes Bammer             | SPÖ    |          |
| Landesrat                                               | Josef Gruber              | SPÖ    |          |
| Landesrat                                               | Franz Wegart              | ÖVP    |          |
| Vorzeitig ausgeschiedene Mitglieder der Landesregierung |                           |        |          |
| Landeshauptmann-Stellvertreter                          | Fritz Matzner             | SPÖ    |          |
| Landeshauptmann-Stellvertreter                          | Tobias Udier              | ÖVP    |          |
| Landesrätin                                             | Maria Matzner             | SPÖ    |          |
| Landesrat                                               | Ferdinand Prirsch         | ÖVP    |          |